# Stator coconino
Stator coconino är en skalbaggsart som beskrevs av Johnson och Kingsolver 1976. Stator coconino ingår i släktet Stator och familjen bladbaggar. Inga underarter finns listade i Catalogue of Life.